# Zrmanja Kasar
Zrmanja Vrelo (Izvor Zrmanje), je naselje u Zadarskoj županiji, nedaleko ceste Knin - Gračac, koja prolazi iznad doline Zrmanje.
Ovo je naselje svojevremeno bilo središte bivše općine Zrmanja.
Nekada su se tu nalazile škola, općina, dućan, pošta i zgrada žandarmerije. Sam centar Vrela pripadao je do 1945 godine lokalnom veleposjedniku i poštaru Juki Šulentiću, a od 2. svjetskog rata su se tu mijenjale razne seoske zadruge na oduzetoj imovini, koja je nedavno vracena potomku Juke Šulentića. 
Područje doline gornje Zrmanje gotovo je nenaseljeno ili vrlo slabo naseljeno i to prvenstveno zbog udaljenosti od većih urbanih središta (Knina ili Gračaca) a drugi razlozi su gospodarsko siromaštvo i ratna zbivanja u nekoliko zadnjih ratova. 
Danas u Vrelu Zrmanja živi nekoliko obitelji, a većina ostalih zgrada, uključujući i školu, zapaljene su nakon operacije Oluja. Kroz Vrelo Zrmanja prolaze dvije prometnice: jedna je Gračac - Knin, a druga lokalni put prema istoku i bosanskim planinama.
Oko 200m ispod naselja Vrela Zrmanja izvire rijeka Zrmanja, podno vrha Poštak koji spada u lanac Ličke Plješivice.